# 막눈
막눈(본명: 윤하운, 1991년 11월 16일 ~ )은 대한민국의 전직 리그 오브 레전드 프로게이머로 선수 시절 아이디는 MakNooN이었다. 원래 주 포지션은 탑이었으나 CJ 엔투스시절 미드 라이너로도 활동했다.

## 선수 시절
2012년 1월, 나진에 입단하면서 프로 커리어를 시작했다. 2012년 5월 30일, 나진의 형제팀인 나진 소드에서 활동했다. 2012 스프링 시즌에서는 8강전 MiG 프로스트와의 경기에서 탑 라이전 패배로 8강 탈락에 일조했다. 2012 서머 시즌에서는 좋은 모습을 보여주면서 팀의 3위에 기여했다. 롤챔스 시즌2 한국대표선발전에서 팀의 롤드컵 진출에 기여했다. 롤드컵 시즌 2에서도 팀의 주전 탑라이너로 활동했다.
2012-2013 윈터 시즌 좋은 모습을 보여주면서 팀의 우승에 기여했다. 시즌 종료 후 MVP에 선정되었다. 2013 스프링 시즌에서는 좋지 못한 모습을 보여주었다.
2013 서머 시즌을 앞두고 KT 롤스터 애로우즈에 입단했다. 서머 시즌에서는 예선에서 탈락하면서 출전하지 못했다.
2014시즌을 앞두고 CJ 엔투스 프로스트에 입단했다. CJ 입단 이후 미드라이너로 활동하기 시작했다. 2013-2014 윈터 시즌 좋지 못한 모습을 보여주었다. 2014년 1월 29일, CJ에서 퇴단했다.
2014년 10월, 퓨전 게이밍에 입단했다. 2015년 1월, 팀에서 퇴단했다.

## 은퇴 후
2014년 5월, 브라질의 페인 게이밍의 코치로 부임했다. 2014년 8월 4일, 선수 복귀를 위해 코치직에서 물러났다.
퓨전 게이밍에서 퇴단한 이후 개인방송을 시작했다.
2018년 11월, BBQ 올리버스의 코치로 부임했다. 2019년 1월, 코치직에서 물러났다.

## 소속팀
| # | 팀명               | 소속 기간             | 소속 리그 | 비고 |
| - | ------------------ | --------------------- | --------- | ---- |
| 1 | 나진 블랙 소드     | 2012.05.30~2013.05.29 | LCK       |      |
| 2 | KT 롤스터 애로우즈 | 2013.05.31~2013.10.07 | LCK       |      |
| 3 | CJ 엔투스 프로스트 | 2013.10.11~2014.01.29 | LCK       |      |
| 4 | 퓨전 게이밍        | 2014.10.23~2015.01.07 |           |      |

### 지도자
| # | 팀명         | 직책 | 소속 기간             | 소속 리그 | 비고 |
| - | ------------ | ---- | --------------------- | --------- | ---- |
| 1 | 페인 게이밍  | 코치 | 2014.05.17~2014.08.03 |           |      |
| 2 | BBQ 올리버스 | 코치 | 2018.11.22~2019.01.25 | CK        |      |

## 수상 경력
- 리그 오브 레전드 월드 챔피언십 시즌 2 한국 대표 선발전 1위
- 리그 오브 레전드 월드 챔피언십 시즌 2 8강
- MLG 폴 시즌 챔피언십 2012 준우승
- 올림푸스 리그 오브 레전드 챔피언스 윈터 2012-2013 우승
- IEM 시즌 8 싱가포르 준우승